# Densitat crítica
En cosmologia, la densitat crítica (representada per ρc) és la densitat per a la qual l'expansió de l'Univers s'aturaria després d'un temps donat. La fase d'expansió d'un Univers de densitat superior a ρc acabarà en una fase de contracció, anomenada Big Crunch, mentre que un Univers de densitat inferior a ρc continuarà expandint-se per sempre. Les darreres observacions de supernoves Tipus Ia fetes pels grups High-Z-Team (Z designa el símbol del desplaçament cap al roig), i Supernova Cosmology Project indiquen que l'expansió de l'Univers s'està accelerant. Això podria ser causat per alguna forma d'energia negativa o «fosca». Una possible explicació podria ser una constant cosmològica semblant a la que va proposar Albert Einstein.